# Guèiser marcià

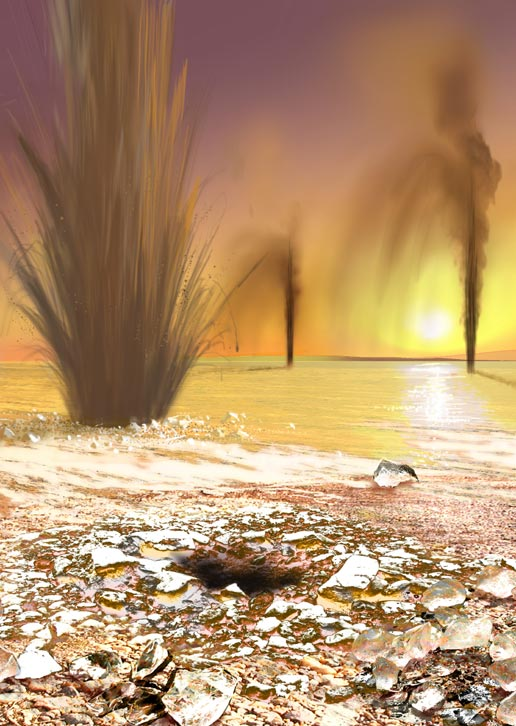
Concepció artística (Ron Miller) dels guèisers marcians

Els guèisers marcians són llocs de la regió polar sud de Mart, on petites erupcions semblen produir-se durant el desglaç de la primavera.
«Taques fosques» a les dunes i «aranyes» són els dos tipus de característiques més visibles atribuïdes a aquestes erupcions. No s'assemblen a cap fenomen geològic terrestre conegut.
L'albedo, formes i l'aparença inhabitual de les «aranyes» han estimulat una sèrie d'hipòtesis sobre el seu origen, però totes les hipòtesis geofísiques actuals suposen una mena d'activitat sota la forma de guèisers a Mart. Les seves característiques i el procés de la seva formació són encara un tema de debat.

## Galeria

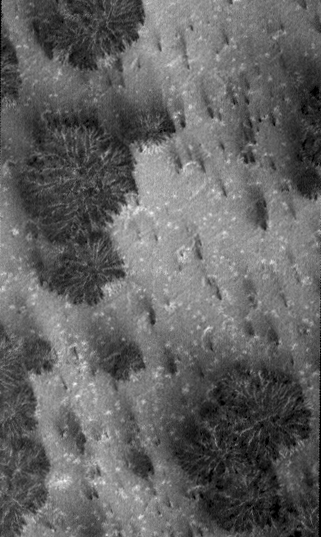
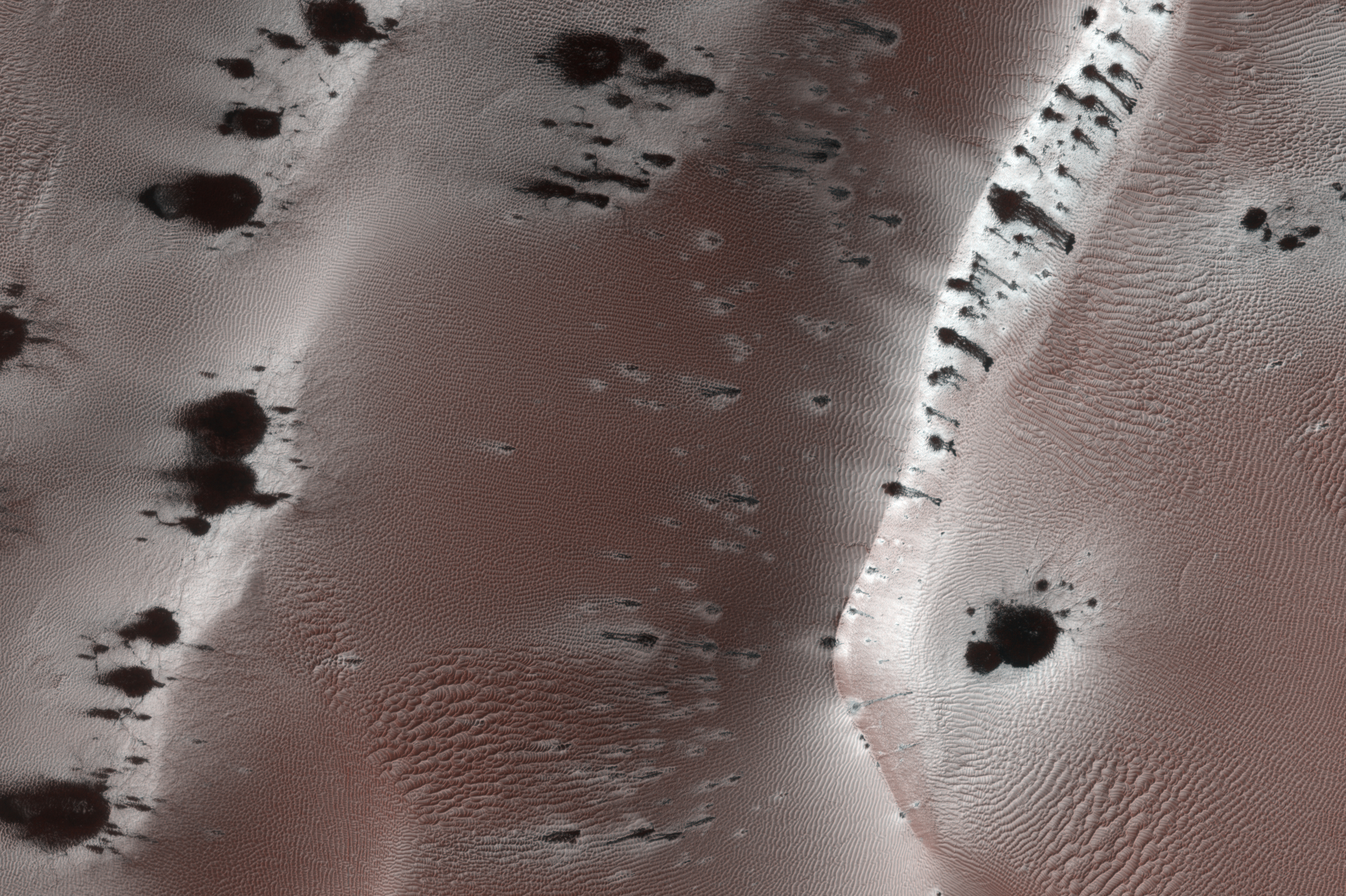
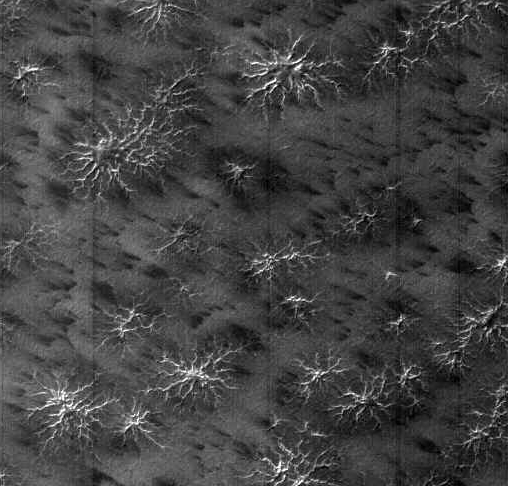